# Liga dos Campeões da UEFA de 2005–06 – Fases Finais

## Equipes classificadas
| Grupo | Líderes de grupo | Vice-líderes de grupo |
| ----- | ---------------- | --------------------- |
| A     | Juventus         | Bayern Munich         |
| B     | Arsenal          | Ajax                  |
| C     | Barcelona        | Werder Bremen         |
| D     | Villarreal       | Benfica               |
| E     | Milan            | PSV Eindhoven         |
| F     | Lyon             | Real Madrid           |
| G     | Liverpool        | Chelsea               |
| H     | Internazionale   | Rangers               |

|  | Oitavas de final              | Oitavas de final              | Oitavas de final              | Oitavas de final              |   |                | Quartas de final          | Quartas de final          | Quartas de final          | Quartas de final          |  |         | Semifinais                | Semifinais                | Semifinais                | Semifinais                |           |   | Final      | Final      |
|  | 21 de fevereiro a 14 de março | 21 de fevereiro a 14 de março | 21 de fevereiro a 14 de março | 21 de fevereiro a 14 de março |   |                | 28 de março a 05 de abril | 28 de março a 05 de abril | 28 de março a 05 de abril | 28 de março a 05 de abril |  |         | 18 de abril a 26 de abril | 18 de abril a 26 de abril | 18 de abril a 26 de abril | 18 de abril a 26 de abril |           |   | 17 de maio | 17 de maio |
|  |                               |                               |                               |                               |   |                |                           |                           |                           |                           |  |         |                           |                           |                           |                           |           |   |            |            |
|  | Benfica                       | 1                             | 2                             | 3                             |   |                |                           |                           |                           |                           |  |         |                           |                           |                           |                           |           |   |            |            |
|  | Liverpool                     | 0                             | 0                             | 0                             |   |                |                           |                           |                           |                           |  |         |                           |                           |                           |                           |           |   |            |            |
|  | Liverpool                     | 0                             | 0                             | 0                             |   | Benfica        | 0                         | 0                         | 0                         |                           |  |         |                           |                           |                           |                           |           |   |            |            |
|  |                               |                               |                               |                               |   | Benfica        | 0                         | 0                         | 0                         |                           |  |         |                           |                           |                           |                           |           |   |            |            |
|  |                               | Barcelona                     | 0                             | 2                             | 2 |                |                           |                           |                           |                           |  |         |                           |                           |                           |                           |           |   |            |            |
|  | Chelsea                       | Barcelona                     | 0                             | 2                             | 2 | 1              | 1                         | 2                         |                           |                           |  |         |                           |                           |                           |                           |           |   |            |            |
|  | Chelsea                       |                               |                               |                               |   | 1              | 1                         | 2                         |                           |                           |  |         |                           |                           |                           |                           |           |   |            |            |
|  | Barcelona                     | 2                             | 1                             | 3                             |   |                |                           |                           |                           |                           |  |         |                           |                           |                           |                           |           |   |            |            |
|  | Barcelona                     | 2                             | 1                             | 3                             |   |                |                           |                           |                           |                           |  | Milan   | 0                         | 0                         | 0                         |                           |           |   |            |            |
|  |                               |                               |                               |                               |   |                |                           |                           |                           |                           |  | Milan   | 0                         | 0                         | 0                         |                           |           |   |            |            |
|  |                               | Barcelona                     | 1                             | 0                             | 1 |                |                           |                           |                           |                           |  |         |                           |                           |                           |                           |           |   |            |            |
|  | PSV Eindhoven                 | Barcelona                     | 1                             | 0                             | 1 | 0              | 0                         | 0                         |                           |                           |  |         |                           |                           |                           |                           |           |   |            |            |
|  | PSV Eindhoven                 |                               |                               |                               |   | 0              | 0                         | 0                         |                           |                           |  |         |                           |                           |                           |                           |           |   |            |            |
|  | Lyon                          | 1                             | 4                             | 5                             |   |                |                           |                           |                           |                           |  |         |                           |                           |                           |                           |           |   |            |            |
|  | Lyon                          | 1                             | 4                             | 5                             |   | Lyon           | 0                         | 1                         | 1                         |                           |  |         |                           |                           |                           |                           |           |   |            |            |
|  |                               |                               |                               |                               |   | Lyon           | 0                         | 1                         | 1                         |                           |  |         |                           |                           |                           |                           |           |   |            |            |
|  |                               | Milan                         | 0                             | 3                             | 3 |                |                           |                           |                           |                           |  |         |                           |                           |                           |                           |           |   |            |            |
|  | Bayern de Munique             | Milan                         | 0                             | 3                             | 3 | 1              | 1                         | 2                         |                           |                           |  |         |                           |                           |                           |                           |           |   |            |            |
|  | Bayern de Munique             |                               |                               |                               |   | 1              | 1                         | 2                         |                           |                           |  |         |                           |                           |                           |                           |           |   |            |            |
|  | Milan                         | 1                             | 4                             | 5                             |   |                |                           |                           |                           |                           |  |         |                           |                           |                           |                           |           |   |            |            |
|  | Milan                         | 1                             | 4                             | 5                             |   |                |                           |                           |                           |                           |  |         |                           |                           |                           |                           | Barcelona | 2 |            |            |
|  |                               |                               |                               |                               |   |                |                           |                           |                           |                           |  |         |                           |                           |                           |                           |           | 2 |            |            |
|  |                               | Arsenal                       | 1                             |                               |   |                |                           |                           |                           |                           |  |         |                           |                           |                           |                           |           |   |            |            |
|  | Ajax                          | Arsenal                       | 1                             | 2                             | 0 | 2              |                           |                           |                           |                           |  |         |                           |                           |                           |                           |           |   |            |            |
|  | Ajax                          |                               |                               | 2                             | 0 | 2              |                           |                           |                           |                           |  |         |                           |                           |                           |                           |           |   |            |            |
|  | Internazionale                | 2                             | 1                             | 3                             |   |                |                           |                           |                           |                           |  |         |                           |                           |                           |                           |           |   |            |            |
|  | Internazionale                | 2                             | 1                             | 3                             |   | Internazionale | 2                         | 0                         | 2                         |                           |  |         |                           |                           |                           |                           |           |   |            |            |
|  |                               |                               |                               |                               |   | Internazionale | 2                         | 0                         | 2                         |                           |  |         |                           |                           |                           |                           |           |   |            |            |
|  |                               | Villarreal (gf)               | 1                             | 1                             | 2 |                |                           |                           |                           |                           |  |         |                           |                           |                           |                           |           |   |            |            |
|  | Rangers F.C.                  | Villarreal (gf)               | 1                             | 1                             | 2 | 2              | 1                         | 3                         |                           |                           |  |         |                           |                           |                           |                           |           |   |            |            |
|  | Rangers F.C.                  |                               |                               |                               |   | 2              | 1                         | 3                         |                           |                           |  |         |                           |                           |                           |                           |           |   |            |            |
|  | Villarreal (gf)               | 2                             | 1                             | 3                             |   |                |                           |                           |                           |                           |  |         |                           |                           |                           |                           |           |   |            |            |
|  | Villarreal (gf)               | 2                             | 1                             | 3                             |   |                |                           |                           |                           |                           |  | Arsenal | 1                         | 0                         | 1                         |                           |           |   |            |            |
|  |                               |                               |                               |                               |   |                |                           |                           |                           |                           |  | Arsenal | 1                         | 0                         | 1                         |                           |           |   |            |            |
|  |                               | Villarreal                    | 0                             | 0                             | 0 |                |                           |                           |                           |                           |  |         |                           |                           |                           |                           |           |   |            |            |
|  | Real Madrid                   | Villarreal                    | 0                             | 0                             | 0 | 0              | 0                         | 0                         |                           |                           |  |         |                           |                           |                           |                           |           |   |            |            |
|  | Real Madrid                   |                               |                               |                               |   | 0              | 0                         | 0                         |                           |                           |  |         |                           |                           |                           |                           |           |   |            |            |
|  | Arsenal                       | 1                             | 0                             | 1                             |   |                |                           |                           |                           |                           |  |         |                           |                           |                           |                           |           |   |            |            |
|  | Arsenal                       | 1                             | 0                             | 1                             |   | Arsenal        | 2                         | 0                         | 2                         |                           |  |         |                           |                           |                           |                           |           |   |            |            |
|  |                               |                               |                               |                               |   | Arsenal        | 2                         | 0                         | 2                         |                           |  |         |                           |                           |                           |                           |           |   |            |            |
|  |                               | Juventus                      | 0                             | 0                             | 0 |                |                           |                           |                           |                           |  |         |                           |                           |                           |                           |           |   |            |            |
|  | Werder Bremen                 | Juventus                      | 0                             | 0                             | 0 | 3              | 1                         | 4                         |                           |                           |  |         |                           |                           |                           |                           |           |   |            |            |
|  | Werder Bremen                 |                               |                               |                               |   | 3              | 1                         | 4                         |                           |                           |  |         |                           |                           |                           |                           |           |   |            |            |
|  | Juventus (gf)                 | 2                             | 2                             | 4                             |   |                |                           |                           |                           |                           |  |         |                           |                           |                           |                           |           |   |            |            |

Nota: O esquema usado acima é usado somente para uma visualização melhor dos confrontos. Todos os confrontos desta fase são sorteados e não seguem a ordem mostrada.
Legenda: g.f.(Gol fora de casa).
https://web.archive.org/web/20160531091734/http://pt.uefa.com/uefachampionsleague/season=2005/

## Oitavas de final
| Equipe 1          | Total   | Equipe 2       | 1.º jogo | 2.º jogo |
| ----------------- | ------- | -------------- | -------- | -------- |
| Chelsea           | 2–3     | Barcelona      | 1–2      | 1–1      |
| Real Madrid       | 0–1     | Arsenal        | 0–1      | 0–0      |
| Werder Bremen     | 4–4(gf) | Juventus       | 3–2      | 1–2      |
| FC Bayern München | 2–5     | Milan          | 1–1      | 1–4      |
| PSV Eindhoven     | 0–5     | Lyon           | 0–1      | 0–4      |
| Ajax              | 2–3     | Internazionale | 2–2      | 0–1      |
| Benfica           | 3–0     | Liverpool      | 1–0      | 2–0      |
| Rangers           | 3–3(gf) | Villarreal     | 2–2      | 1–1      |

### Partidas de ida
| 21 de fevereiro de 2006 | FC Bayern München | 1 – 1              | Milan                 | Allianz Arena, Munique                                |
|                         | Ballack 23'       | Report MatchCentre | Shevchenko 58' (pen.) | Público: 66,000 Árbitro: Frank De Bleeckere (Belgica) |

| 21 de fevereiro de 2006 | PSV Eindhoven | 0 – 1              | Lyon        | Philips Stadion, Eindhoven                       |
|                         |               | Report MatchCentre | Juninho 65' | Público: 35,000 Árbitro: Kyros Vassaras (Grecia) |

| 21 de fevereiro de 2006 | Real Madrid | 0 – 1              | Arsenal   | Santiago Bernabéu Stadium, Madrid                 |
|                         |             | Report MatchCentre | Henry 47' | Público: 70,000 Árbitro: Stefa no Farina (Itália) |

| 21 de fevereiro de 2006 | Benfica    | 1 – 0              | Liverpool | Estádio da Luz, Lisboa                           |
|                         | Luisão 84' | Report MatchCentre |           | Público: 65,000 Árbitro: Konrad Plautz (Áustria) |

| 22 de fevereiro de 2006 | Rangers                           | 2 – 2              | Villarreal                      | Ibrox Stadium, Glasgow                        |
|                         | Løvenkrands 22' · Peña 82' (o.g.) | Report MatchCentre | Riquelme 8' (pen.) · Forlán 35' | Público: 49,375 Árbitro: Eric Poulat (França) |

| 22 de fevereiro de 2006 | Werder Bremen                            | 3 – 2              | Juventus                   | Weserstadion, Bremen                                      |
|                         | Schulz 39' · Borowski 87' · Micoud 90+2' | Report MatchCentre | Nedvěd 73' · Trezeguet 82' | Público: 36,500 Árbitro: Manuel Mejuto González (Espanha) |

| 22 de fevereiro de 2006 | Chelsea          | 1 – 2              | Barcelona                    | Stamford Bridge, London                        |
|                         | Motta 59' (o.g.) | Report MatchCentre | Terry 71' (o.g.) · Eto'o 80' | Público: 39,525 Árbitro: Terje Hauge (Noruega) |

| 22 de fevereiro de 2006 | Ajax                        | 2 – 2              | Internazionale           | Amsterdam Arena, Amsterdam                         |
|                         | Huntelaar 16' · Rosales 20' | Report MatchCentre | Stanković 49' · Cruz 86' | Público: 46,650 Árbitro: Wolfgang Stark (Alemanha) |

## Partidas de volta
| 7 De março de 2006 | Villarreal       | 1–1                | Rangers         | Estadio El Madrigal, Villarreal                   |
|                    | Arruabarrena 49' | Report MatchCentre | Løvenkrands 12' | Público: 23,000 Árbitro: Alain Hamer (Luxemburgo) |

Rangers 3–3 Villarreal   no agregado. Villarreal ganhou   no gols marcados fora. 
| 7 De março de 2006 | Juventus                    | 2–1                | Werder Bremen | Stadio delle Alpi, Turin                       |
|                    | Trezeguet 65' · Emerson 88' | Report MatchCentre | Micoud 13'    | Público: 35,000 Árbitro: Graham Poll (England) |

Werder Bremen 4–4 Juventus   no agregado. Juventus ganhou   no gols marcados fora. 
| 7 De março de 2006 | Barcelona      | 1–1                | Chelsea            | Camp Nou, Barcelona                             |
|                    | Ronaldinho 78' | Report MatchCentre | Lampard 90' (pen.) | Público: 98,450 Árbitro: Markus Merk (Alemanha) |

Barcelona ganhou 3–2   no agregado.
| 8 De março de 2006 | Milan                                       | 4–1                | FC Bayern München | San Siro, Milan                                   |
|                    | Inzaghi 8', 47' · Shevchenko 25' · Kaká 59' | Report MatchCentre | Ismaël 35'        | Público: 78,600 Árbitro: Valentin Ivaonv (Russia) |

Milan ganhou 5–2   no agregado.
| 8 De março de 2006 | Lyon                                      | 4–0                | PSV Eindhoven | Stade de Gerland, Lyon                        |
|                    | Tiago 26', 45+4' · Wiltord 71' · Fred 90' | Report MatchCentre |               | Público: 35,000 Árbitro: Mike Riley (England) |

Ly  no ganhou 5–0   no agregado.
| 8 De março de 2006 | Arsenal | 0–0                | Real Madrid | Highbury, London                                   |
|                    |         | Report MatchCentre |             | Público: 35,500 Árbitro: Ľuboš Micheľ (Eslováquia) |

Arsenal ganhou 1–0   no agregado.
| 8 De março de 2006 | Liverpool | 0–2                | Benfica                 | Anfield, Liverpool                                  |
|                    |           | Report MatchCentre | Simão 36' · Miccoli 89' | Público: 42,750 Árbitro: Massimo De Santis (Italia) |

Benfica ganhou 3–0   no agregado.
| 14 De março de 2006 | Internazionale | 1–0                | Ajax | San Siro, Milan                                    |
|                     | Stanković 57'  | Report MatchCentre |      | Público: 48,850 Árbitro: Peter Fröjdfeldt (Suécia) |

Internazionale ganhou 3–2   no agregado.

## Quartas de final
| Equipe 1       | Total   | Equipe 2   | 1.º jogo | 2.º jogo |
| -------------- | ------- | ---------- | -------- | -------- |
| Arsenal        | 2–0     | Juventus   | 2–0      | 0–0      |
| Lyon           | 1–3     | Milan      | 0–0      | 1–3      |
| Internazionale | 2–2(gf) | Villarreal | 2–1      | 0–1      |
| Benfica        | 0–2     | Barcelona  | 0–0      | 0–2      |

### Partidas de ida
| 28 De Março de 2006 | Benfica | 0–0                | Barcelona | Estádio da Luz, Lisbon           |
|                     |         | Report MatchCentre |           | Árbitro: Steve Bennett (England) |

| 28 De Março de 2006 | Arsenal                  | 2–0                | Juventus | Highbury, London                   |
|                     | Fàbregas 40' · Henry 69' | Report MatchCentre |          | Árbitro: Peter Fröjdfeldt (Suécia) |

| 29 De Março de 2006 | Lyon | 0–0                | Milan | Stade de Gerland, Lyon           |
|                     |      | Report MatchCentre |       | Árbitro: Konrad Plautz (Áustria) |

| 29 De Março de 2006 | Internazionale           | 2–1                | Villarreal | San Siro, Milan              |
|                     | Adriano 7' · Martins 54' | Report MatchCentre | Forlán 1'  | Árbitro: Alain Sars (França) |

### Partidas de volta
| 4 de abril de2006 | Villarreal       | 1–0                | Internazionale | Estadio El Madrigal, Villarreal  |
|                   | Arruabarrena 58' | Report MatchCentre |                | Árbitro: Kyros Vassaras (Grecia) |

Internazionale 2–2 Villarreal  no placar agregado. Villarreal venceu e avançou a próxima fase.
| 4 de abril de2006 | Milan                               | 3–1                | Lyon       | San Siro, Milan                |
|                   | Inzaghi 25', 88' · Shevchenko 90+3' | Report MatchCentre | Diarra 31' | Árbitro: Terje Hauge (Noruega) |

Milan  ganhou 3–1  no placar agregado.
| 5 de abril de2006 | Barcelona                  | 2–0                | Benfica | Camp Nou, Barcelona                |
|                   | Ronaldinho 19' · Eto'o 89' | Report MatchCentre |         | Árbitro: Ľuboš Micheľ (Eslováquia) |

Barcelona  ganhou 2–0  no placar agregado.
| 5 de abril de2006 | Juventus | 0–0                | Arsenal | Stadio delle Alpi, Turin           |
|                   |          | Report MatchCentre |         | Árbitro: Herbert Fandel (Alemanha) |

Arsenal  ganhou 2–0  no placar agregado.

## Semi-finals
| Equipe 1 | Total | Equipe 2   | 1.º jogo | 2.º jogo |
| -------- | ----- | ---------- | -------- | -------- |
| Arsenal  | 1–0   | Villarreal | 1–0      | 0–0      |
| Milan    | 0–1   | Barcelona  | 0–1      | 0–0      |

### Partidas de ida
| 18 de abril de2006 | Milan | 0–1                | Barcelona | San Siro, Milan              |
|                    |       | Report MatchCentre | Giuly 57' | Árbitro: Alain Sars (França) |

| 19 de abril de2006 | Arsenal   | 1–0                | Villarreal | Highbury, London                 |
|                    | Touré 41' | Report MatchCentre |            | Árbitro: Konrad Plautz (Áustria) |

### Partidas de volta
| 25 de abril de2006 | Villarreal | 0–0                | Arsenal | Estadio El Madrigal, Villarreal   |
|                    |            | Report MatchCentre |         | Árbitro: Valentin Ivanov (Russia) |

Arsenal  ganhou 1–0  no placar agregado.
| 26 de abril de2006 | Barcelona | 0–0                | Milan | Camp Nou, Barcelona             |
|                    |           | Report MatchCentre |       | Árbitro: Markus Merk (Alemanha) |

Barcelona  ganhou 1–0  no placar agregado.

## Final
| 17 de maio de 2006 | Barcelona                | 2–1                | Arsenal      | Stade de France, Paris         |
|                    | Eto'o 76' · Belletti 81' | Report MatchCentre | Campbell 37' | Árbitro: Terje Hauge (Noruega) |